# Sigfrido da Suécia

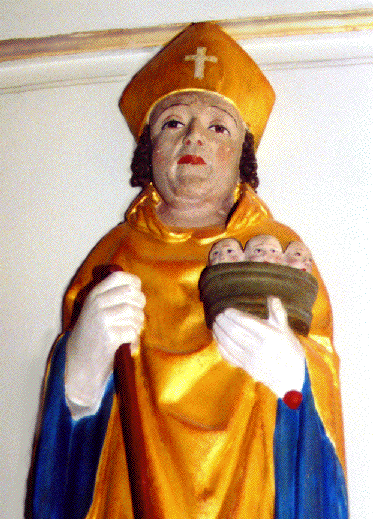
Imagem de Sigfrido, padroeiro da Suécia

Sigfrido (em latim: Sigfridus; em sueco: Sigfrid; em alemão: Sigfried, Siegfrid, Siegfried; Glastonbury, Inglaterra, – Växjö, Suécia, 1045) foi um evangelista beneditino na Suécia. Os dados sobre sua vida e morte não são definitivos. Algumas biografias dão-no como morto em 1067. O mais certo é que Sigfrido foi um dos primeiros missionários católicos na Suécia e um dos primeiros missionários ingleses a estender o cristianismo àquele país. É considerado apóstolo das províncias de Småland e Gotalândia Ocidental.

## Peregrinação
Sigfrido enviou os missionários Ésquilo e Botuído para cristianizar a região do Lago Malar. Diz-se que Sigfrido chegou à localidade de Verêndia, na província da Småland, procedente da Dinamarca, com seus três sobrinhos. Estes foram assassinados perto de Växjö (Växjö), enquanto Sigfrido se encontrava em Gotalândia Ocidental, onde — segundo a Lenda de Sigfrido — teria batizado o rei Olavo, o Tesoureiro em 1008. 
Quando regressou a Verêndia, encontrou uma tina de madeira flutuando em um lago com as cabeças de seus sobrinhos, por isso é costume representá-lo com mitra de bispo, um báculo e três cabeças na mão. Sigfrido continuaria realizando pregações e construindo igrejas em todo o sul da Suécia, até morrer, em Växkö, onde repousam seus restos. Suas relíquias foram destruídas no século XVII.
Na liturgia católica o dia 15 de fevereiro é consagrado a são Sigfrido.

## Lenda ou história?
Ainda que sua existência seja em geral aceita, os acontecimentos de sua vida não podem ser comprovados, por causa das contradições entre as fontes históricas.
Segundo a Lenda de Sigfrido, ele era arcebispo de Iorque, e teria sido enviado à Suécia por ordem de um certo rei Mildredo, personagem sem existência comprovada.
Contrapondo-se à lenda, o historiador Saxão Gramático afirma que o rei Olavo, o Tesoureiro foi batizado por outro missionário inglês, Bernardo. 
Outra versão, provavelmente sob influência da Lenda de Sigfrido, dá conta de que Sigfrido batizou o rei e foi o primeiro bispo de Skara. O historiador Adão de Brema contesta essa versão, pois o primeiro bispo de Skara chamava-se Thurgot, mas admite a existência de Sigfrido.
Historiadores contemporâneos põem em dúvida a localização da sede episcopal de Sigfrido em Växjö.